# Trioxys
Trioxys är ett släkte av steklar som beskrevs av Alexander Henry Haliday 1833. Trioxys ingår i familjen bracksteklar.

## Dottertaxa tillTrioxys, i alfabetisk ordning[1][2]
- Trioxys acericola
- Trioxys ademuzi
- Trioxys ameraceris
- Trioxys annae
- Trioxys apterus
- Trioxys artemisiarum
- Trioxys artistigma
- Trioxys asiaticus
- Trioxys asyae
- Trioxys atriplecis
- Trioxys auctus
- Trioxys bajariae
- Trioxys belokobylskiji
- Trioxys betulae
- Trioxys bicuspis
- Trioxys bonnevillensis
- Trioxys brevipalpus
- Trioxys californicus
- Trioxys chaetosiphonis
- Trioxys chaitaphidis
- Trioxys chasanicus
- Trioxys cirsii
- Trioxys complanatus
- Trioxys compressicornis
- Trioxys curvicaudus
- Trioxys euceraphis
- Trioxys exareolatus
- Trioxys falcatus
- Trioxys flavus
- Trioxys gahani
- Trioxys galiobii
- Trioxys glaber
- Trioxys heraclei
- Trioxys hokkaidensis
- Trioxys humuli
- Trioxys ibis
- Trioxys imphalensis
- Trioxys infrequens
- Trioxys inulaecola
- Trioxys iziphyae
- Trioxys japonicus
- Trioxys lambersi
- Trioxys latgei
- Trioxys liui
- Trioxys longicaudi
- Trioxys macroceratus
- Trioxys mexicanus
- Trioxys microceratus
- Trioxys monelliopsis
- Trioxys moshei
- Trioxys mutilus
- Trioxys myzocallis
- Trioxys ovalis
- Trioxys pallidus
- Trioxys pannonicus
- Trioxys pappi
- Trioxys parauctus
- Trioxys peniculatus
- Trioxys persicus
- Trioxys phyllaphidis
- Trioxys populi
- Trioxys quercicola
- Trioxys raychaudhurii
- Trioxys rishii
- Trioxys robiniae
- Trioxys rokkoensis
- Trioxys rosae
- Trioxys rosaecola
- Trioxys setaceus
- Trioxys shivaphis
- Trioxys soporensis
- Trioxys spinosus
- Trioxys staryi
- Trioxys sunnysidensis
- Trioxys tamarae
- Trioxys tanaceticola
- Trioxys tenuicaudis
- Trioxys tenuicaudus
- Trioxys udalovi